# Бельяр, Огюстен Даниэль
Огюстен Даниэль Бельяр (фр. Augustin Daniel Belliard; 25 мая 1769, Фонтене — 28 января 1832, Брюссель) — генерал-полковник кирасир (с 5 декабря 1812 года по 22 апреля 1814 года), дивизионный генерал (с 1800 года), граф Империи (1810 год), сподвижник Наполеона. Считался современниками одним из лучших генералов императора.

## Молодость

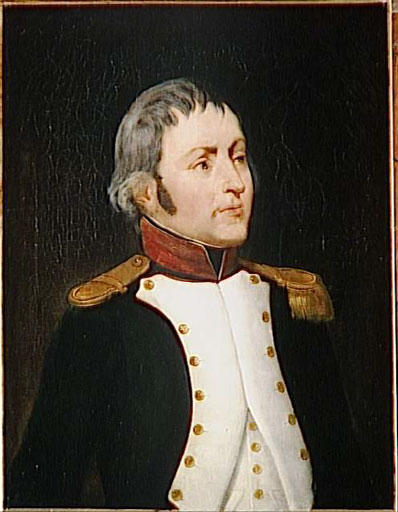
О. Д. Бельяр в молодости

Огюстен Даниэль Бельяр родился 25 мая 1769 года в городке Фонтене-ле-Конт, в регионе Вандея, исторической области Пуату, в семье королевского прокурора Фонтене Огюстена Бельяра (1734—1811) и его жены, Анжелики Робер-Моринье (1731—1773), из семьи торговцев. Имел трёх сестер.
Во время Великой Французской революции примкнул к революционному движению и был выбран капитаном 1-го батальона добровольцев от Фонтене.
Присоединившись к Северной армии, Бельяр служил в штабе генерала Дюмурье. Участвовал в сражениях при Вальми и под Неервинденом. Отличился в битве при Жемаппе, где, во главе гусарского полка, ворвался на австрийские редуты. В середине 1793 года, после предательства Дюмурье, как соратник изменника, арестован, доставлен в Париж, и разжалован. Доказывая свою преданность революции, поступил на службу простым солдатом, и через короткое время был восстановлен в звании.

## Италия и Египет
В 1796 году Бельяр служит в Итальянской армии генерала Бонапарта, участвуя в военных действий в Италии в качестве начальника штаба дивизии генерала Серюрье. Сражался при Кастильоне, особо отличился в сражении при Арколе, где находился рядом с Бонапартом, в ключевой момент заслонил его своим телом от огня и был ранен пулей.  За храбрость Наполеон в тот же день произвел его в бригадные генералы. Командир бригады в дивизии Жубера.
Активный участник Египетской экспедиции Наполеона. Командир пехотной бригады в дивизии генерала Дезе. По пути в Египет, Бельяр участвует в захвате Мальты. В самом Египте он отличился в битве при Пирамидах, взятии Каира, в битве при Гелиополисе. Построенные в каре, пехотинцы Бельяра успешно отбивали атаки иррегулярной турецкой и мамлюкской кавалерии во многих сражениях и стычках. Бельяр получил чин дивизионного генерала от генерала Клебера, возглавившего армию после возвращения Бонапарта во Францию. Назначенный губернатором Каира, Бельяр, исчерпав возможности сопротивления превосходящим англо-турецко-мамлюкским силам, и, опасаясь многочисленного враждебно настроенного населения самого города, в середине 1801 года подписал с англичанами капитуляцию на почетных условиях и вернулся во Францию вместе со своими войсками на английских кораблях.
Наполеон однако был этим недоволен. Бельяр сохранил войска, знамёна, собранные французскими учёными произведения древнеегипетского искусства, и получил возможность вернутся во Францию (иного способа для этого у него не было, так как французский флот на Средиземном море к тому времени был разбит, а само море патрулировалось английскими эскадрами). Но непосредственный начальник Бельяра, преемник Клебера, генерал Мену продолжал удерживать Александрию. Бельяр и подчинённые ему генералы подписали капитуляцию без разрешения своего прямого начальника (который, впрочем, вскоре последовал их примеру). Кроме того, силы англичан были не так уж многочисленны, и Наполеон полагал, что Бельяр, имевший 10 тысяч боеспособных солдат,  был в силах разбить англичан и турок поодиночке, не дожидаясь соединения их сил. При этом Наполеон не учитывал низкий боевой дух армии, вызванный в частности бегством во Францию самого Наполеона. В конечном итоге, Наполеон счел ответственным за всё некомпетентное командование генерала Мену, и больше уже не поручал ему серьёзных должностей. Карьера Бельяра продолжилась, но маршальский жезл он, в отличие от многих своих боевых соратников,  так никогда и не получил.

## Войны империи

Герб.

В 1805—1808 годах Бельяр — начальник штаба маршала Мюрата, командовавшего, как правило, крупными соединениями кавалерии. В этой должности Бельяр принимал участие в кампаниях 1805—1806 годах в Пруссии и Австрии, сыграл важную роль в победе под Ульмом, и за отличие при Аустерлице был пожалован в Великие офицеры ордена Почётного легиона.
В кампаниях 1806—1807 годов отличился в сражениях при Йене, Гейльсберге, Прейсиш-Эйлау и Фридланде. Некоторое время был комендантом Берлина.
Затем Бельяр был переведён в Испанию и, по взятии Мадрида, стал его губернатором. Граф империи (1810 год). Во время губернаторства Бельяра Мадрид чуть было не был захвачен англо-испанскими войсками. Король Испании Жозеф Бонапарт, брат и ставленник Наполеона, выступил из города с основной частью войск для участия в сражении при Талавере. В распоряжении Бельяра осталась одна французская бригада из дивизии Дессоля и слабые испанские части сторонников Жозефа. Между тем, на город наступали англо-португальские части, с другой стороны подходили испанцы, а в самом городе опасались восстания жителей. Вдобавок, битва при Талавере была французами проиграна. Тем не менее, из-за плохой координации действий противника, кризис миновал, и Мадрид остался под французским управлением.
В 1812 году Наполеон призвал его в Великую армию и вновь назначил его начальником штаба Резервной кавалерии маршала Мюрата.
В первой части кампании в России Бельяр был в сражениях при Островно, Витебске, Смоленске и Дорогобуже. При Бородино под ним убило двух лошадей. На следующий день ранен в авангардном бою под Можайском, легко или, по другим данным, тяжело. В конце года пожалован званием генерал-полковника кирасир.
В начале 1813 года занимается воссозданием французской кавалерии, которая понесла в России большие потери. В кампанию 1813 года — помощник маршала Бертье — начальника штаба Великой армии. В сражении при Лейпциге был тяжело ранен в руку, но остался в строю, и отличился в сражении при Ганау, где под ним вновь убило двух лошадей.
Активный участник кампании 1814 года во Франции. Во главе крупных кавалерийских соединений, Бельяр участвовал в сражениях Шести Дней, сражениях при Краоне и Лаоне, Фер-Шампенуазе.

## Первое отречение Наполеона и дальнейшие события
После отречения Наполеона и Реставрации, он получил от Людовика XVIII звание пэра, и стал кавалером Большого Креста ордена Почётного Легиона, комендантом Меца.
Тем не менее, во время «Ста дней» Бельяр, первоначально проводив короля Людовика половину пути до границы с Бельгией в составе его свиты, перешёл на сторону Наполеона. Был направлен им в качестве посла к своему бывшему начальнику — королю Неаполя Иоахиму Мюрату, который, изменив Наполеону, пытался (неудачно) проводить самостоятельную политику. По возвращении из этой миссии, назначен командующим Третьим и Четвёртым Военными округами (пограничными, с центром в Меце) и корпусом местной Национальной гвардии.
При вторичном возвращении Бурбонов Бельяр был арестован и некоторое время находился в тюрьме. Через несколько лет помилован, а после того, как престол занял Луи-Филипп I, стал послом Франции в только что возникшей Бельгии, и находился на этом посту в трудный момент, последовавший за Бельгийской революцией, которую Франция активно поддержала.
Умер 28 января 1832 года в Брюсселе от апоплексического удара и похоронен на парижском кладбище Пер-Лашез. В Брюсселе ему, вскоре после смерти, воздвигнут памятник.
Имя генерала Бельяра написано на южной стороне парижской Триумфальной арки.

## Титулы
- Граф Бельяр и Империи (фр. comte Belliard et de l'Empire; декрет от 19 марта 1808 года, патент подтверждён 9 марта 1810 года)[8].

## Фотогалерея

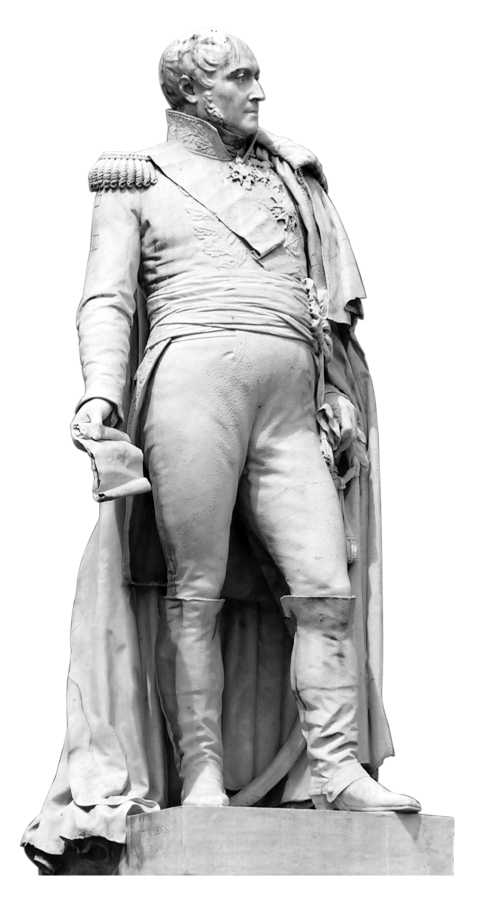
Статуя генерала Бельяра в Брюсселе (худ. Гефс)
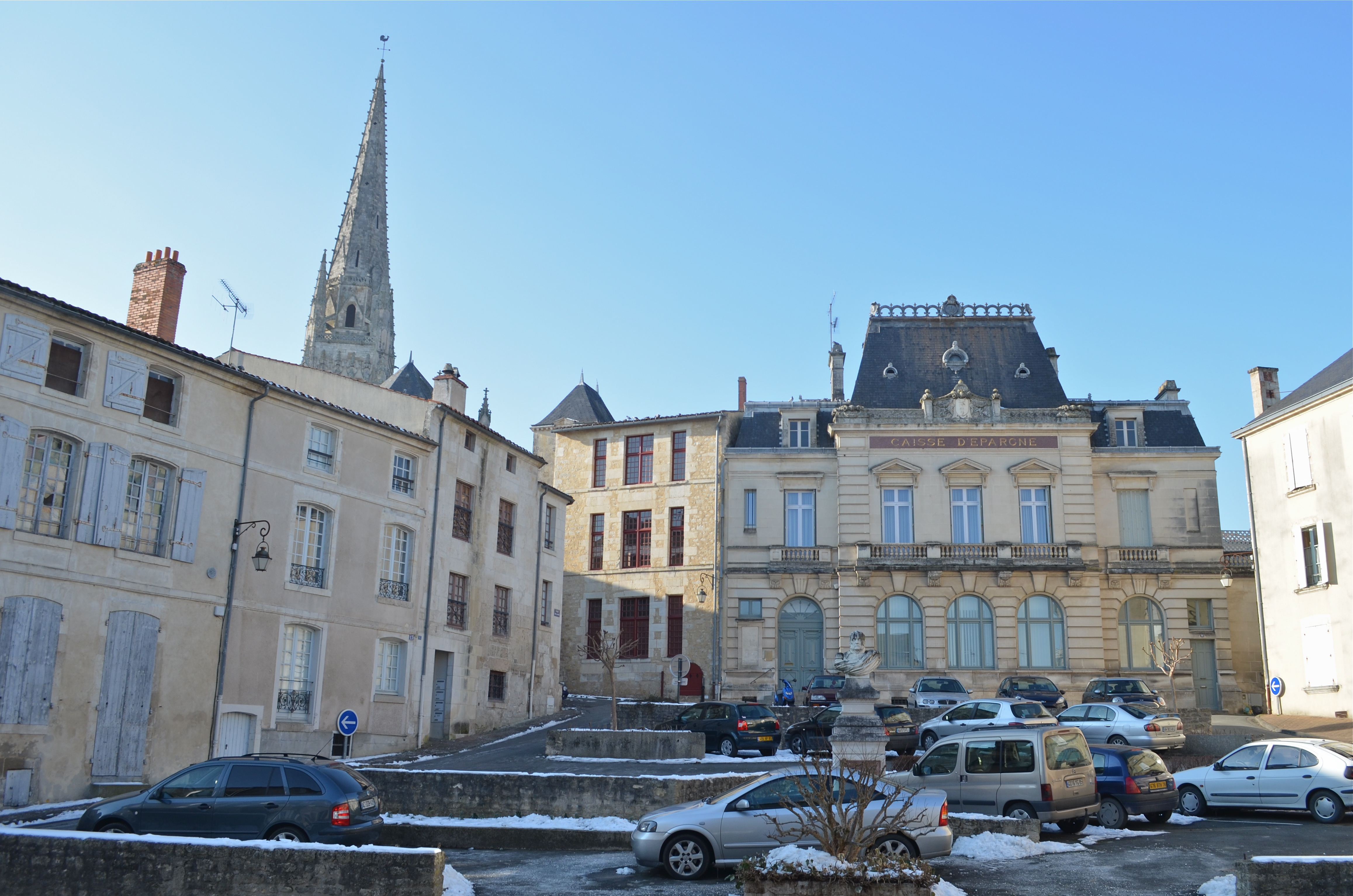
Дворец Бельяра в его родном городе Фонтене-ле-Конт